# 馬修·基利姆
馬修·基利姆（Matthew Cream，1975年6月19日—），是澳洲足球裁判。他於2000年成為國際足協的國際裁判，得以為國際賽事判法。2009年，他在洲際國家盃的一場分組賽和季軍賽擔當旁證。2012年的倫敦奧運，他被委任為旁證之一。2014年世界盃，他出任洪都拉斯對厄瓜多爾這場分組賽的旁證。